# Papaver pavoninum
Papaver pavoninum là một loài thực vật có hoa trong họ Anh túc. Loài này được C.A. Mey. mô tả khoa học đầu tiên năm 1838.